# 331 aC
L'any 331 aC va ser un any del calendari romà prejulià. A la República i a l'Imperi Romà es coneixia com l'Any del consolat de Flac i Marcel (o també any 423 ab urbe condita o de la Fundació de Roma). La denominació «331 aC» per a aquest any s'ha emprat des de l'edat mitjana, quan el calendari Anno Domini va ser el mètode prevalent a Europa per a anomenar els anys.

## Esdeveniments

### Mesopotàmia
- Batalla de Gaugamela.[2] Va tenir lloc a Gaugamela, al nord d'Arbela. S'enfronten les forces de l'Imperi Aquemènida, dirigides per Darios III, i les del Regne de Macedònia, comandades per Alexandre el Gran, que van aconseguir derrotar l'exèrcit persa.[3]
- Mazeu, militar persa, per encàrrec del rei vigila els passos de l'Eufrates vora la ciutat de Tàpsac i destrueix uns ponts dels macedonis. Quan arriben les forces de l'exèrcit d'Alexandre es retira. Apareix diverses vegades abans de la batalla de Gaugamela on dirigeix la cavalleria contra Parmenió. Després de la derrota es retira a Babilònia i quan Alexandre s'acosta a la ciutat es rendeix. Mazeu és nomenat conseller d'Alexandre, i sàtrapa de Babilònia.[4]

### Antic Egipte
- L'oracle d'Ammon, a l'Oasi de Siwa, confirma a Alexandre el Gran que és un ésser diví i el legítim faraó d'Egipte durant la visita que hi fa quan inicia la seva campanya de conquesta a Pèrsia.[5]

### Antiga Grècia
- Els estats grecs s'aliaen contra Macedònia. Esparta, Èlide, Acaia i part de l'Arcàdia formen una aliança, però Argos, Messènia i Megalòpolis rebutgen ingressar-hi. Esclata la revolta a Tràcia i els aliats inicien la guerra.[6]
- Agis III, rei euripòntida d'Esparta, rep el comandament de l'exèrcit aliat format per l'exèrcit lacedemoni i un cos de vuit mil grecs mercenaris que havien estat en la batalla d'Issos. Agis va derrotar els macedonis dirigits per Corragos. Altres ciutats de Grècia s'uneixen als aliats grecs, i assetgen Megalòpolis. Antípater va en ajut de la ciutat i prop d'allà es lliura una batalla on Agis III en surt derrotat i mort a una data que Flavi Arrià, Diodor de Sicília i alguns altres situen entre setembre i octubre d'aquest any 331 aC, però que d'altres autors l'ajornen fins a la primavera del 330 aC.[7][8][9]

### Antiga Roma
- Aquest any són elegits cònsols Gai Valeri Potit Flac i Marc Claudi Marcel.[10]
- Es castiguen cent setanta matrones romanes acusades d'enverinar a diferents dignataris. Segons Titus Livi, segurament una epidèmia va provocar les morts. Diu que s'anomena dictador clavi figendi causa (una cerimònia relacionada amb rituals religiosos) a Gneu Quinti Capitolí, per evitar la continuació dels enverinaments.[11]